# Tideu

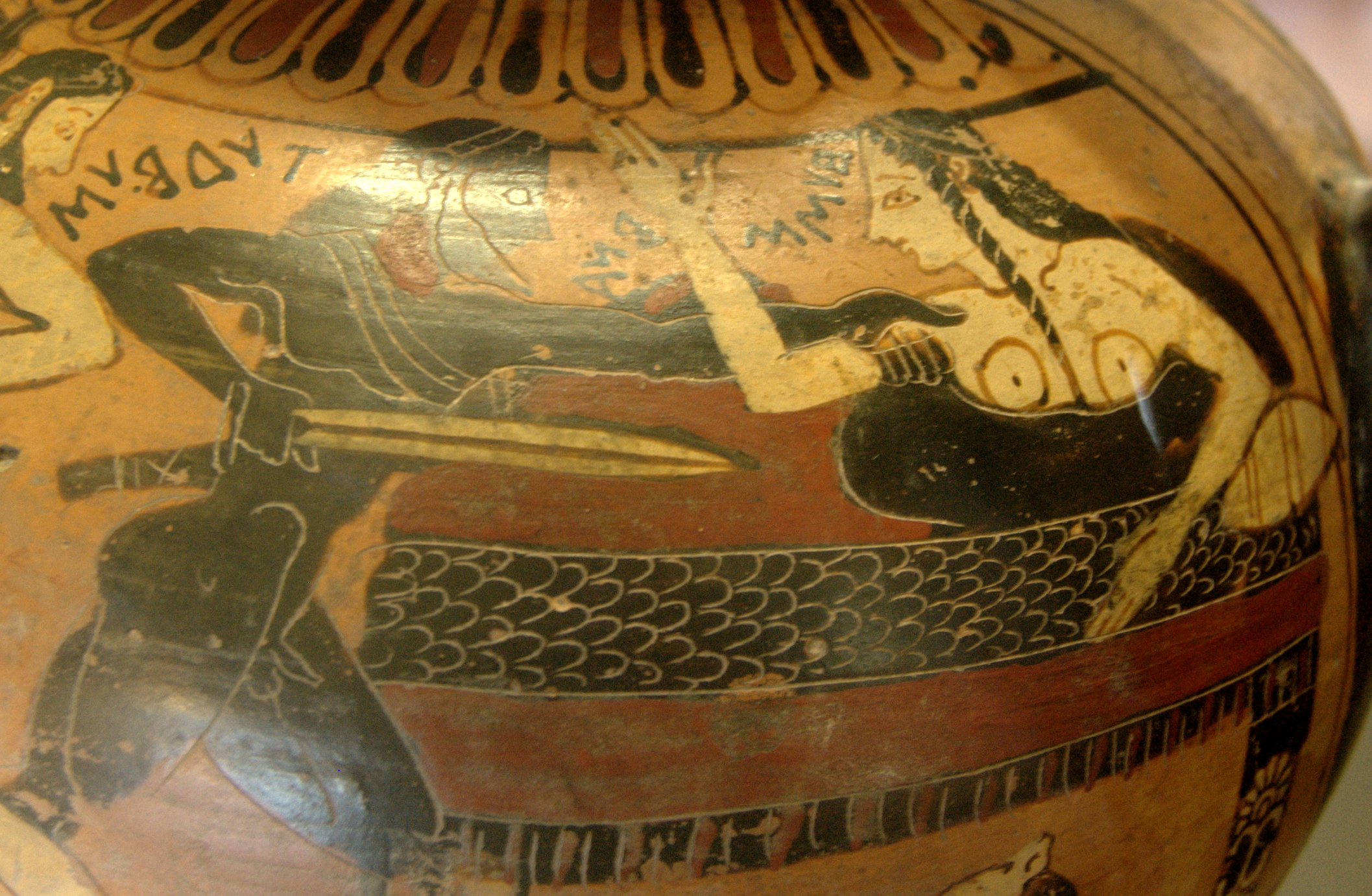
Tideu e Ismênia, ânfora coríntia, c. 560 a.C., Museu do Louvre (E 640)

Na mitologia grega, Tideu (em grego moderno Τυδέας) é um dos protagonistas da Guerra dos Sete Chefes contra Tebas. É filho de Eneu, rei de Calidonte, e Peribeia. Por ter matado um parente na juventude, sobre cuja identidade as fontes não concordam (seus primos Alcathoüs e Lycopeus, ou seu irmão Melanipo, ou seu tio Alcathous, ou os filhos de Melas ou seu irmão Olenias), é obrigado a deixar sua terra.
Ao dirigir-se a Argos, para ser purificado pelo rei Adrasto, tem uma disputa com Polinice, irmão de Etéocles e filho de Édipo e Jocasta, e pretendente ao trono de Tebas, também ele hóspede do generoso rei.
Esse litígio foi profetizado por Adrasto e, para cumprir o oráculo, ele dá a cada um dos litigantes uma de suas filhas. Tideu casa-se com Deipile, com quem tem Diomedes, herói da guerra de Troia. Polinice fica com Argeia.
Ainda para executar as ordens do oráculo, Adrasto promete ajudar Tideu a conquistar o trono de Calidonte, mas antes resolve lutar ao lado de Polinice para que este recupere o reino de Tebas.
Reunido o exército, Tideu é escolhido como um de seus sete chefes e enviado como embaixador a Etéocles, que reina em Tebas, para reclamar os direitos de Polinice. Como não obtém êxito, Tideu desafia os tebanos e vence vários deles em combates individuais. Quando regressa a Argos é surpreendido numa emboscada por cinquenta homens e mata todos eles, menos Meon.
O exército de Argos sitia Tebas, mas não consegue conquistá-la. Tideu mata Melanipo num duelo, mas é ferido mortalmente por ele. A deusa Atena, que protege o herói em suas lutas, aparece-lhe trazendo uma bebida que pode torná-lo imortal. Anfiareu, um dos sete chefes, que o detesta, decapita Melanipo e joga sua cabeça a Tideu. Este a parte em duas para sugar seu cérebro. Atena muda de ideia e deixa Tideu morrer.
Diomedes conta resumidamente a história de seu pai no canto XIV da Ilíada (114-132).
Recentemente foi lançada a hipótese de que uma das duas estátuas hoje conhecidas como Bronzes de Riace, do século V a.C. e encontradas em 1972, representa Tideu. A estátua faz parte do acervo do Museu Nacional da Magna Grécia, de Reggio Calabria, na Itália.